# Ержа
Ержа — река в России, протекает в Антроповском районе Костромской области. Устье реки находится в 136 км по правому берегу реки Шуя. Длина реки составляет 18 км, площадь водосборного бассейна 146 км². В 11 км от устья принимает справа реку Чернуху.
Исток реки у деревни Титово в 17 км к юго-западу от посёлка Антропово. Течёт на восток, сильно петляя. На берегах реки деревни Титово, Высоково, Трухино. Впадает в Шую у деревни Красница.

## Данные водного реестра
По данным государственного водного реестра России относится к Верхневолжскому бассейновому округу, водохозяйственный участок реки — Волга от города Кострома до Горьковского гидроузла (Горьковское водохранилище), без реки Унжа, речной подбассейн реки — Волга ниже Рыбинского водохранилища до впадения Оки. Речной бассейн реки — (Верхняя) Волга до Куйбышевского водохранилища (без бассейна Оки).
Код объекта в государственном водном реестре — 08010300412110000014138.